# شورجه اله‌امانلو
شورجه اله‌امانلو یکی از روستاهای استان آذربایجان شرقی است که در دهستان چاراویماق جنوب غربی بخش مرکزی شهرستان چاراویماق واقع شده‌است.این روستا ۲۳ نفر جمعیت دارد.